# Sismo de Genroku de 1703
O terremoto de Genroku de 1703 (元禄大地震, Genroku Daijishin) foi um terremoto que ocorreu às duas horas da manhã do dia 31 de dezembro (17h00 de 30 de dezembro no horário universal).
O epicentro foi próximo de Edo, no Japão.
Aproximadamente 2.300 pessoas morreram.